# Book of Ezekiel
Singles
1. Hater What You Lookin' at
2. Daddy Back
3. Like This

Book of Ezekiel est le premier album studio de Freekey Zekey, sorti le 24 juillet 2007.
L'album s'est classé 23e au Top R&B/Hip-Hop Albums et 154e au Billboard 200.

## Liste des titres
| No  | Titre                                           | Durée |
| --- | ----------------------------------------------- | ----- |
| 1.  | Intro                                           | 1:47  |
| 2.  | Daddy Back (featuring Cam'ron et Juelz Santana) | 4:48  |
| 3.  | Hater What You Lookin' at                       | 3:36  |
| 4.  | Livin' It Up (teaturing Tobb)                   | 3:12  |
| 5.  | Skit 1                                          | 1:26  |
| 6.  | Shoot 'em Up (featuring Hell Rell et JR Writer) | 4:35  |
| 7.  | Like This (featuring Sen)                       | 2:46  |
| 8.  | Killem Killem (featuring Juelz Santana)         | 3:23  |
| 9.  | Bottom Bitch                                    | 3:35  |
| 10. | Where the Dutch (featuring Tobb)                | 4:31  |
| 11. | Skit 2                                          | 2:17  |
| 12. | Fly Fitted                                      | 3:32  |
| 13. | 730 Dip Dip (featuring Jim Jones et Ash)        | 4:11  |
| 14. | Steph (featuring Sen)                           | 4:13  |
| 15. | Crunk'd Up                                      | 1:45  |
| 16. | Skit 3                                          | 2:12  |
| 17. | Streets                                         | 4:11  |
| 18. | My Life                                         | 4:25  |